# Igor Držík
Igor Držík (Ilava, 10 aprile 1982) è un ex calciatore slovacco, di ruolo centrocampista.